# Mychajło Riaszko
Mychajło Wiktorowycz Riaszko, ukr. Михайло Вікторович Ряшко (ur. 5 listopada 1996 w Mukaczewo, w obwodzie zakarpackim, Ukraina) – ukraiński piłkarz, grający na pozycji obrońcy.

## Kariera piłkarska
Wychowanek klubów FK Mukaczewo i Dynamo Kijów, a potem Szkoły Sportowej we Lwowie i ponownie FK Mukaczewo, barwy których bronił w juniorskich mistrzostwach Ukrainy (DJuFL). Karierę piłkarską rozpoczął 12 marca 2013 w młodzieżowym składzie Howerły Użhorod. Na początku 2015 przeszedł do węgierskiego Balmazújvárosi FC. Po pół roku wrócił do Howerły, a 2 lipca 2016 podpisał kontrakt z Illicziwcem Mariupol.